# 한국의 여성주의
한국의 여성주의는 1920년대 근우회 설립 이후 한국 지역 내에서 비롯된 여성주의 뜻한다. 한반도 내에서의 여성주의 운동은 1920년대부터 등장하였는데, 이들 여성주의 운동은 자유주의 여성 운동, 사회주의 여성 운동, 기독교 여성 운동 등 다양한 형태로 나타났다. 이 중 자유주의 여성 운동가들과 사회주의 여성 운동가들은 결혼 제도, 정조론을 비판하였는데, 자유주의 여성 운동가가 결혼의 자유, 연애의 자유, 성적 자유를 주장한 반면 사회주의 여성 운동가는 가정이나 순결에서의 해방을 주장하였다.

## 역사

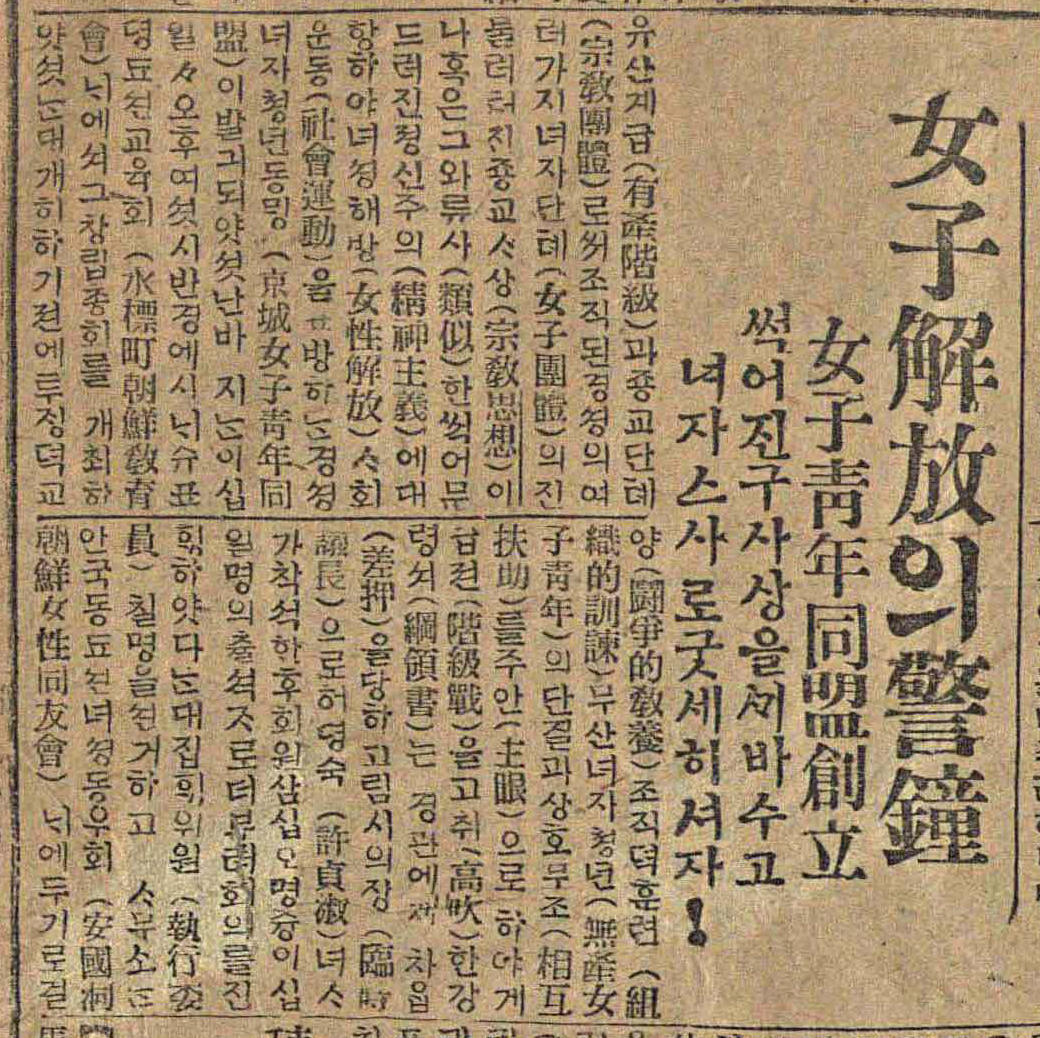
1925년 1월 24일자 매일신보의 조선여자청년동맹 발족식을 알린 기사

1927년 사회주의 진영의 여성들과 기독교 여성들이 연합해, 여성운동의 전국적 통일기관인 근우회를 만들었다. 그러나 1928년 중반 이후 운동노선 상의 갈등으로 기독교 여성들이 근우회를 탈퇴하고 독자적인 운동 노선을 걷기 시작한다.